# Bass Communion
Bass Communion – jest muzycznym projektem Stevena Wilsona znanego z rockowej grupy Porcupine Tree, a także zespołów No-Man, Blackfield i Incredible Expanding Mindfuck (IEM).
Albumy Bass Communion powstawały także we współpracy z innymi muzykami, w tym m.in. Robertem Frippem z King Crimson, saksofonistą Theo Travisem, czy Brynem Jonesem (znany także jako Muslimgauze) i vidnaObmana.
Kompozycje Bass Communion to długie, eksperymentalne utwory ambientowe, zawierające elementy dźwięków otoczenia, nagrań terenowych oraz przetworzonych instrumentów muzycznych, np. preparowanych gitar.

## Dyskografia

### Albumy
- I (1998)
- II (1999)
- Atmospherics (1999)
- III (2001)
- Ghosts on Magnetic Tape (2004)
- Indicates Void (2005)
- Loss (2006)
- Pacific Codex (2008)
- Molotov and Haze (2008)
- Chiaroscuro (2009)
- Cenotaph (2011)

### EP
- Vajrayana (2004)
- Dronework (2005)
- Haze Shrapnel (2008)
- Litany (2009)

### Współpraca
- Bass Communion v Muslimgauze (1999)
- Bass Communion v Muslimgauze EP (2000)
- Bass Communion (Reconstructions and Recycling) (2003)
- Jonathan Coleclough / Bass Communion / Colin Potter (2003)
- Ghosts on Magnetic Tape – Andrew Liles Reconstruction (2004)
- Bass Communion & Vidna Obmana – Continuum I (2005)
- BCVSMGCD (2006)
- Bass Communion & Vidna Obmana – Continuum II (2007)
- Bass Communion/Freiband – Haze Shrapnel (2008)
- Bass Communion / Pig – Live in Mexico City (2008)
- Freiband/Bass Communion – Headwind/Tailwind (2009)

### Splity
- Bass Communion / Fear Falls Burning (2008)

### Gościnnie
- Monolake – Momentum (2003)
- vidnaObmana – Legacy (2004)
- Darkroom – The Dac Mixes (2004)
- Andrew Liles – In My Father's House are Many Mansions (2006)
- Theo Travis – Slow Life (2007)
- Fovea Hex – Allure (2007)
- Fear Falls Burning – Once We All Walk Through Solid Objects (2007)
- Andrew Liles – Black Sheep (Vortex Vault 10) (2007)
- The Use Oh Ashes – Untitled (2008)
- 3 Seconds Of Air – The Flight of Song (2009)

### Składanki i inne wydawnictwa
- Voiceprint Sampler No24 (1999)
- Invisible Soundtracks: Macro 3 (2000)
- Silver Apples Remixes (2000)
- Hidden Art Sampler (2000)
- Where Stalks the Sandman (2001)
- Burning Shed Sampler One (2001)
- The Fire This Time (2002)
- Porcupine Tree Sampler 2005 (2005)
- Soleilmoon Mailorder Catalog Number 64 (2006)
- Porcupine Tree Sampler 2008 (2008)

### Wideografia
- Bass Communion / Pig – DVD Insurgentes, 2010; (drugi dysk: 31—minutowy film przedstawiający BC i Pig podczas koncertu w Meksyku w 2008 roku)